# Melhania prostrata
Melhania prostrata är en malvaväxtart som beskrevs av Burch. Melhania prostrata ingår i släktet Melhania och familjen malvaväxter. Inga underarter finns listade i Catalogue of Life.